# Иссова, Марта
Марта Иссова (чеш. Martha Issová; 22 марта 1981, Прага) — чешская актриса
 театра, кино и телевидения.

## Биография
Дочь чешского режиссёра сирийского происхождения Морриса Исы и  актрисы Ленки Терменовой.
Двоюродная сестра актрисы Клары Иссовой. 
Дебютировала на сцене пражского театра Divadlo Na Fidlovačce. С 2006 года играет в театре Dejvické divadlo.
На экране появилась в 1999 году в фильме режиссёра  Карела Кахиня «Ханеле». За время карьепы снялась более, чем в 50 кино-, телефильмах и сериалах.
Спутником жизни является  кинорежиссёр Давид Ондржичек, сын Мирослава Ондржичека. В июне 2012 года у них родилась дочь Франтишка. Весной 2018 года родила вторую дочь Эмилию.

## Избранная фильмография
- 1999 — Ханеле
- 2008 — Дети ночи
- 2009 — Операция «Дунай»
- 2009 — Ты целуешься как бог
- 2010 — Мамы и папы
- 2011 — И у женщин есть свои дни
- 2012 — В тени — цветочница
- 2012 — Целуешься как дьявол
- 2017 — Жена смотрителя зоопарка — Регина Кёнигсвайн
- 2020 — Сопротивление — Флора
- 2021 — Даже мыши попадают в рай